# 江苏省高淳高级中学
江苏省高淳高级中学是隶属于南京市辖区的一所普通中学。

## 学校简史
- 1923年乡绅董铭新在东坝镇创办
- 1956年更名为高淳县中学
- 1993年11月被评为省重点中学
- 1996年停办初中
- 1998年易地建校
- 1999年更名为江苏省高淳高级中学
- 2004年3月被评为江苏省四星级中学